# Blind Intersections
Blind Intersections es una película dramática libanesa de 2012 dirigida por Lara Saba. La película fue seleccionada como la entrada libanesa a la Mejor Película en Lengua Extranjera en los 86.ª Premios de la Academia, pero no fue nominada.

## Reparto
- Ghida Nouri como Nour
- Alae Hamoud como Marwan
- Charbel Ziade como Malek